# Підліски (Стрийський район)
Підлі́ски — село в Україні, в Стрийському районі Львівської області. Населення становить 185 осіб. Орган місцевого самоврядування - Ходорівська міська громада. В селі у 1905 р. збудована дерев'яна церква св. Параскеви.

## Історія
Село згадується 4 квітня 1458 р.
У податковому реєстрі 1515 року в селі документується 3/4 лану (близько 150 га) оброблюваної землі.

## Політика

### Парламентські вибори, 2019
На позачергових парламентських виборах 2019 року у селі функціонувала окрема виборча дільниця № 460376, розташована у приміщенні народного дому.
Результати
- зареєстровано 92 виборці, явка 75,00%, найбільше голосів віддано за «Європейську Солідарність» — 24,64%, за «Голос» — 17,39%, за Радикальну партію Олега Ляшка — 14,49%.[4] В одномандатному окрузі найбільше голосів отримав Андрій Кіт (самовисування) — 55,07%, за Андрія Гергерта (Всеукраїнське об'єднання «Свобода») і Володимира Гаврона («Голос») — по 11,59%[5].

## Відомі мешканці

### Народились
- Ґжеґоцький Мечислав Йосифович (1932—1996) — радянський та український гігієніст.
- Микола Мощанчук-«Бор» — командир підвідділу ВО «Буг», провідник ОУН Городоцької округи[6], нагороджений Срібним Хрестом заслуги УПА Наказом ГВШ УПА ч.1/51 від 25 липня 1951 року.[7]
- Терлак Зеновій Михайлович (1952) — філолог-україніст, лексикограф.